# هيرمان فرانز
هيرمان فرانز (16 أغسطس 1891 - 18 فبراير 1960) قائدا رفيع المستوى في قوات الأمن الخاصة وشرطة ألمانيا النازية. وكان قائد فوج الشرطة الجنوبية، الذي ارتكب جرائم قتل جماعي في الهولوكوست في المنطقة الخلفية لمجموعة الجيوش الجنوبية. في عام 1942 أصبح قائد فوج الشرطة الجبلية الثامن عشر. بعد ذلك، شغل فرانز منصب قائد شرطة النظام في اليونان، ثم أصبح القائد الأعلى لقوات الأمن والشرطة في اليونان ( Höherer SS- und Polizeiführer Griechenland ) في أواخر عام 1944.

## الشرطة وقوات الأمن الخاصة
ترك فرانز الجيش في عام 1920. دخل قوة شرطة ولاية سكسونية وتم تكليفه بدورة ضابط في درسدن. كان يعمل كشرطي في مدينتي بلاوين وتسفيكاو وعمل مدرسًا في مدرسة للشرطة. انضم فرانز إلى الحزب النازي في ديسمبر 1931 (رقم العضوية 824526). من عام 1933 إلى عام 1938، كان قائد الشرطة في بلاوين.
في بداية الحرب العالمية الثانية، كان جزءًا من الاحتلال الألماني لبولندا لفترة قصيرة من سبتمبر 1939 إلى أكتوبر 1939 كقائد لشرطة النظام في مقر الجيش الثامن. في أغسطس 1940، انضم إلى قوات الأمن الخاصة (SS-Nr. 361279)، تمت ترقيته إلى إس إس- أوبرستورمبانفورر.

### المحرقة في أوكرانيا
قبل عملية بارباروسا مباشرة، غزو الاتحاد السوفياتي، تم تعيين فرانز قائداً لفوج الشرطة الجنوبية. تم تشكيله في يونيو 1941 من خلال الجمع بين كتائب شرطة النظام 45 و303 و314. كان الفوج تابعًا لفريدريش جيكلن، قائد الشرطة الأعلى (HSS-PF) لمجموعة الجيوش الجنوبية في أوكرانيا. 
بدأ الفوج إعدام النساء والأطفال اليهود في يوليو 1941. في 22 يوليو، قتلت كتيبة الشرطة 314، 214 يهوديًا في مستوطنة بالقرب من كوفل، بما في ذلك أسر بأكملها. قتل فوج الشرطة 45 جميع السكان اليهود في شيبيتيفكا أثناء تواجدهم هناك بين 26 يوليو و1 أغسطس. صدرت الأوامر من فرانز، الذي كان قد أشار إلى أمر من هاينريش هيملر. 
خلال شهر أغسطس، قام الفوج بقتل اليهود في سلافوتا وكوفل ومناطق أخرى، وغالبًا ما قتل مئات الضحايا لكل كتيبة يوميًا. في 25 أغسطس، قتل 1،153 يهوديًا، بينما في 27 أغسطس، قتل 914. في وقت لاحق من ذلك الشهر، ارتكب الفوج مذبحة كاميانيتس-بوديلسكي. أسفرت المجازر عن مقتل الآلاف من اليهود الذين تم ترحيلهم من المجر وقبضوا على اليهود الأوكرانيين. بعد ذلك بوقت قصير، أبلغت كتيبة الشرطة 320 عن إطلاق النار على 22 يهوديًا في موقع آخر شمال شرق كاميانيتس بوديلسكي. تقرير أينزاتسغروبن الشامل للعملية سرد مقتل 23000 ضحية. 
في سبتمبر، شاركت كتيبة الشرطة 45 في قتل اليهود في بيردوشيف، حيث قامت بتطويق موقع التنفيذ وقيادة الضحايا إلى الحظيرة حيث تم اطلاق النار عليهم.  قُتل حوالي 16000 يهودي.  خلال المذبحة التي وقعت في بيب يار، طوقت كتيبة الشرطة نفسها المنطقة، في حين قام سوندركوماندو 4 أ وفصيل من فرقة فافن إس إس بإطلاق النار.  شاركت كتيبة الشرطة 303 في المجزرة أيضًا. 